# Pax Incaica

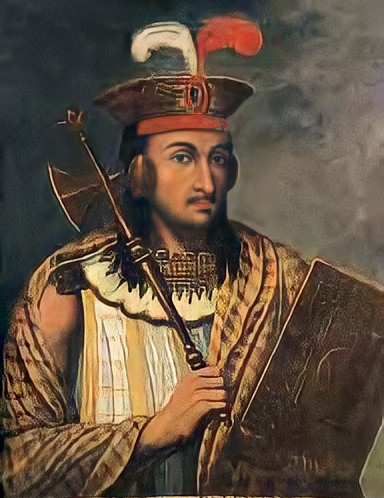
Retrato de Huayna Cápac, en cuyo gobierno se vivió la pax incaica.

La Pax Incaica fue un breve periodo de paz y bienestar vivido durante el Imperio incaico que duró 34 años, desde 1493 hasta 1527, coincidiendo con el reinado del tercer sapa inca, Huayna Cápac. 
El principal precedente para el surgimiento de este periodo fue la tercera expansión incaica, que fue iniciada por Pachacútec, en la que el Estado inca pasó de ser un pequeño reino a convertirse en un imperio y las grandes conquistas de Túpac Yupanqui que aumentaron considerablemente los territorios que eran gobernados por los incas.
El punto máximo del Tahuantinsuyo ocurrió cuando Huayna Cápac llevó al imperio a su máxima extensión, consolidando su hegemonía.Construyó una fuerte diplomacia a través de alianzas matrimoniales con las hijas de otros líderes políticos, lo que le permitió incrementar y concentrar el poder que ejercía sobre los demás pueblos.Durante este tiempo se experimentó una paz dentro del imperio, caracterizada por una reducción de los conflictos bélicos, baja mortalidad infantil y el reasentamiento de comunidades a zonas más aptas para la agricultura.
Este periodo terminó con la muerte de Huayna Cápac y, unos días después, de su hijo Ninan Cuyuchi, quien era el heredero legítimo al trono, acontecimientos que propiciaron la Guerra civil incaica entre Huáscar y Atahualpa, lo que marcaría el fin de la pax incaica.